# Aspidont witnik
Aspidont witnik (Aspidontus tractus) – gatunek ryby z rodziny ślizgowatych (Blenniidae).

## Występowanie
Zachodnia część Oceanu Indyjskiego od Morza Czerwonego po Durban w Południowej Afryce.
Żyje na rafach koralowych.

## Cechy morfologiczne
Dorasta do 10 cm. Ciało wydłużone. W płetwie grzbietowej 10 – 12 twardych i 26 – 28 miękkich promieni, w płetwie odbytowej 2 twarde i 25 – 28 miękkich promieni. W płetwach piersiowych 13 – 15 promieni.
Bardzo podobny do wargatka sanitarnika, którego naśladuje.

## Odżywianie
Żywi się fragmentami płetw innych ryb, które odgryza udając wargatka sanitarnika.

## Rozród
Poszczególne osobniki dobierają się w pary. Ikra jest przyklejana do podłoża.